# Dolok Godang
Dolok Godang is een bestuurslaag in het regentschap Tapanuli Selatan van de provincie Noord-Sumatra, Indonesië. Dolok Godang telt 706 inwoners (volkstelling 2010).